# Kanumarathon-Europameisterschaften 2003
Die 5. Kanumarathon-Europameisterschaften fanden vom 2003 im polnischen Danzig statt. Der austragende Verband war die ECA.
Es wurden vier Wettbewerbe für Männer und zwei Wettbewerbe für Frauen ausgetragen.

## Medaillengewinner

### Herren

#### Canadier
| Disziplin | Gold                             | Zeit      | Silber                          | Zeit      | Bronze                            | Zeit      |
| --------- | -------------------------------- | --------- | ------------------------------- | --------- | --------------------------------- | --------- |
| C1        | Frankreich Lionel Dubois-Dunilac | 3:14:55 h | Tschechien Pavel Bednar         | 3:16:55 h | Slowakei Radoslav Rus             | 3:19:21 h |
| C2        | Ungarn Edvin Csabai Attila Györe | 2:52:10 h | Spanien Óscar Graña Ramon Ferro | 2:53:04 h | Ungarn Pál Sarudi Krisztián Tokár | 3:04:13 h |

#### Kajak
| Disziplin | Gold                              | Zeit      | Silber                                | Zeit      | Bronze                                 | Zeit      |
| --------- | --------------------------------- | --------- | ------------------------------------- | --------- | -------------------------------------- | --------- |
| K1        | Spanien Manuel Busto              | 2:48:18 h | Ungarn Attila Jambor                  | 2:48:18 h | Deutschland Steffen Burkhardt          | 2:48:22 h |
| K2        | Ungarn István Salga Attila Jambor | 2:32:33 h | Spanien Julio Martínez Emilio Merchán | 2:32:48 h | Spanien Santiago Guerrero Jorge Alonso | 2:33:12 h |

### Damen

#### Kajak
| Disziplin | Gold                               | Zeit      | Silber                                | Zeit      | Bronze                                  | Zeit      |
| --------- | ---------------------------------- | --------- | ------------------------------------- | --------- | --------------------------------------- | --------- |
| K1        | Ungarn Renáta Csay                 | 3:04:25 h | Polen Renáta Csay                     | 3:05:16 h | Ungarn Linda Benedek                    | 3:09:09 h |
| K2        | Ungarn Kornélia Szonda Renáta Csay | 2:47:35 h | Ungarn Zsuzsanna Giczy Orsolya Harkai | 2:53:04 h | Dänemark Anne Lolk Thomsen Mette Barfod | 2:49:18 h |

## Medaillenspiegel
| Rang   | Nation      | Gold | Silber | Bronze | Gesamt |
| ------ | ----------- | ---- | ------ | ------ | ------ |
| 1      | Ungarn      | 4    | 2      | 2      | 8      |
| 2      | Spanien     | 1    | 2      | 1      | 4      |
| 3      | Frankreich  | 1    | 0      | 0      | 1      |
| 4      | Polen       | 0    | 1      | 0      | 1      |
| 4      | Tschechien  | 0    | 1      | 0      | 1      |
| 6      | Deutschland | 0    | 0      | 1      | 1      |
| 6      | Dänemark    | 0    | 0      | 1      | 1      |
| 6      | Slowakei    | 0    | 0      | 1      | 1      |
| Gesamt | Gesamt      | 6    | 6      | 6      | 18     |